# Kæreste
En kæreste er en person, som indgår i et kærlighedsforhold til en anden. Kæresteri er i dag typisk uden formalia, men betegnelsen kan bruges som overbegreb for kærester, forlovede, ægtefolk og registrerede partnere.
Når en person står uden en kæreste, er det en enlig, single, alene(-), ledig eller solo.

## Før et forhold
Processen, der fører to mennesker sammen og forener dem i et fast forhold, kan være overilet og impulsiv, men også gennemtænkt og langsigtet. 
I Danmark er det normalt, at unge finder partnere ved festlige lejligheder. 
To personer, der har været venner gennem mange år, kan indlede et forhold. Nogle vil ikke risikere det af frygt for, at det kan spolere venskabet.

## Netdating
Begrebet netdating er kommet i kølvandet af, at flere og flere forhold er opstået over internettet.

## Ekskærester
Når et forhold ophører, bliver parterne ekskærester. Nogle gange betegnes det også som "eks": "Han er min eks". Bruddet håndteres forskelligt og afhænger af, hvor mange følelser partnerne har haft.
Årsagerne til et brud kan være utroskab, diskussioner, for lang transportafstand, alkoholisme, sygdom, aldersforskel og andre forskelle, der ikke er en del af normen i den officielle diskurs.
| Familie | Spire Denne artikel om familie og parforhold er en spire som bør udbygges. Du er velkommen til at hjælpe Wikipedia ved at udvide den. |